# Južna Amerika
Južna Amêrika je celina, ki jo sicer prečka ekvator, vendar je večina njene površine na južni polobli. Južna Amerika leži med Tihim in Atlantskim oceanom, v Panami pa se preko Srednje Amerike stika z drugo celino, Severno Ameriko.
Po površini je manjša od Severne Amerike, Azije in Afrike, vendar večja od Evrope. Delimo jo na tri nižavja (Amazonsko, Laplatsko in Orinoško nižavje), dve višavji (Brazilsko in Gvajansko višavje) in eno veliko gorsko verigo: Ande.
Po površini je Južna Amerika na četrtem mestu, po prebivalstvu pa na petem. Obsega 17.840.000 km2 in ima 434.254.119 prebivalcev. Njena najvišja gora je Aconcagua (Argentina) 6960 m, najdaljša reka Amazonka (Brazilija) 6516 km in največje jezero Titikaka (Bolivija / Peru) 8340 km².

## Geografija
Južna Amerika zavzema južni del obeh Amerik. Celino na severozahodu na splošno razmejuje razvodje Darién vzdolž meje med Kolumbijo in Panamo, čeprav nekateri menijo, da je meja namesto tega Panamski prekop. Geopolitično in geografsko je vsa Panama – vključno z odsekom vzhodno od Panamskega prekopa v ožini – običajno vključena samo v Severno Ameriko in med države Srednje Amerike. Skoraj vsa celinska Južna Amerika leži na južnoameriški tektonski plošči.
Južna Amerika je dom številnih superlativov, vključno z drugim najvišjim neprekinjenim slapom na svetu, Angelov slap v Venezueli; najvišji enokapljični slap Kaieteur v Gvajani; največja reka po prostornini, Amazonka; najdaljše gorovje, Andi (katerih najvišja gora je Aconcagua s 6962 m; najbolj suho nepolarno mesto na svetu, puščava Atacama; najbolj mokro mesto na svetu, López de Micay v Kolumbiji; največji pragozd, Amazonski deževni gozd; najvišja prestolnica La Paz, Bolivija; najvišje komercialno plovno jezero na svetu, jezero Titicaca; in, razen raziskovalnih postaj na Antarktiki, najjužnejša stalno naseljena skupnost na svetu, Puerto Toro, Čile.
Glavni mineralni viri Južne Amerike so zlato, srebro, baker, železova ruda, kositer in nafta. Ti viri so njenim državam prinesli visok dohodek, zlasti v času vojne ali hitre gospodarske rasti industrializiranih držav drugod. Vendar je koncentracija v proizvodnji enega ali nekaj večjih izvoznih proizvodov pogosto ovirala razvoj in diverzifikacijo njenih gospodarstev. Nihanje cen surovin na mednarodnih trgih je v preteklosti vodilo do velikih vzponov in padcev, razcvetov in padcev v gospodarstvih južnoameriških držav, kar je pogosto povzročilo politično nestabilnost. To je pripeljalo do pozivov k diverzifikaciji proizvodnje in povečanju trgovine v sami Južni Ameriki.
Brazilija je največja država v Južni Ameriki, pokriva malo manj kot polovico kopne celine in obsega približno polovico prebivalstva celine. Preostale države in ozemlja so razdeljena med štiri podregije: andske države, karibske Južne Amerike, Gvajane in južni stožec.

### Obrobni otoki
Fizično geografsko Južna Amerika vključuje tudi nekatere bližnje otoke. Nizozemski otoki ABC (Aruba, Bonaire in Curaçao), otoki Trinidad in Tobago (otok Trinidad in otok Tobago itd.), država Nueva Esparta in zvezna območja Venezuele ležijo na severnem delu južnoameriškega epikontinentalni pas in se včasih štejejo za dele celine. Geopolitično so bile vse otoške države in ozemlja v Karibih na splošno združene v podregijo Severne Amerike. Nasprotno sta otok Aves (ki ga upravlja Venezuela) in otočje San Andrés, Providencia in Santa Catalina (otok San Andrés, otok Providencia in otok Santa Catalina itd., ki jih upravlja Kolumbija) politično del južnoameriških držav, vendar fizičnografsko deli Severne Amerike.
Drugi otoki, ki jih pogosto povezujejo z geopolitično Južno Ameriko, so arhipelag Chiloé in otok Robinson Crusoe (oboje upravlja Čile), Velikonočni otok (kulturno del Oceanije, prav tako upravlja Čile), Galapaški otoki (ki jih upravlja Ekvador) veljajo za del Oceanije) in Tierra del Fuego (razdeljena med Argentino in Čilom). V Atlantskem oceanu Brazilija upravlja Fernando de Noronha, Trindade in Martim Vaz ter arhipelag svetega Petra in svetega Pavla, medtem ko Falklandske otoke (špansko Islas Malvinas) ter Južna Georgija in Južni Sandwichevi otoki (biogeografsko in hidrološko povezane z Antarktiko) sta bili pod krono upravljani kot dve britanski čezmorski ozemlji, katerih suverenosti nad otoki izpodbija Argentina.

#### Posebni primeri
Izoliran vulkanski otok na južnoameriški plošči, otok Ascension, je geološko del Južne Amerike. Otok, ki je pod upravo Svete Helene, Ascension in Tristan da Cunha, je geopolitično del Afrike.

#### Falklandski otoki
Leta 1592 je angleški pomorščak John Davis na krovu ladje Desire v Atlantskem oceanu odkril otočje. Leta 1960 so otoke poimenovali po viskontu Falklandu, zakladniku britanske mornarice. V različnih obdobjih so otoke zasedali Angleži, Španci, Francozi in Argentinci.

### Podnebje
Vsa glavna svetovna podnebna območja so prisotna v Južni Ameriki.
Porazdelitev povprečnih temperatur v regiji predstavlja stalno pravilnost od 30° zemljepisne širine proti jugu, ko se izoterme vedno bolj zamenjujejo s stopinjami zemljepisne širine.
V zmernih zemljepisnih širinah so zime in poletja milejši kot v Severni Ameriki. To je zato, ker je najobsežnejši del celine v ekvatorialnem pasu (regija ima več območij ekvatorialnih nižin kot katera koli druga regija), kar daje južnemu stožcu večji oceanski vpliv, ki znižuje temperature skozi vse leto.
Povprečne letne temperature v amazonskem bazenu nihajo okoli 27 °C, z nizkimi toplotnimi amplitudami in visokimi indeksi padavin. Med jezerom Maracaibo in ustjem Orinoka prevladuje ekvatorialno podnebje tipa kongoškega, ki vključuje tudi dele brazilskega ozemlja.
Vzhodno-osrednja brazilska planota ima vlažno in toplo tropsko podnebje. Severni in vzhodni del argentinskih pamp ima vlažno subtropsko podnebje s suhimi zimami in vlažnimi poletji kitajskega tipa, zahodno in vzhodno območje pa subtropsko dinarsko podnebje. Na najvišjih točkah andske regije je podnebje hladnejše od tistega na najvišji točki norveških fjordov. V andskih planotah prevladuje toplo podnebje, čeprav ga blaži nadmorska višina, v obalnem pasu pa ekvatorialno podnebje gvinejskega tipa. Od te točke do severa čilske obale se zaporedoma pojavi sredozemsko oceansko podnebje, zmerno bretonsko podnebje in že v Ognjeni zemlji hladno podnebje sibirskega tipa.
Razporeditev padavin je povezana z režimom vetrov in zračnih mas. V večini tropskega območja vzhodno od Andov vetrovi, ki pihajo s severovzhoda, vzhoda in jugovzhoda, prenašajo vlago iz Atlantika in povzročajo obilne padavine. Vendar pa so južnoatlantski tropski cikloni zaradi dosledno močnega strižnega vetra in šibke medtropske konvergenčne cone redki. V Orinoco Llanos in na Gvajanski planoti se raven padavin spreminja od zmerne do visoke. Pacifiška obala Kolumbije in severni Ekvador sta deževni regiji, pri čemer je Chocó v Kolumbiji najbolj deževen kraj na svetu skupaj s severnimi pobočji indijske Himalaje. Puščava Atacama, vzdolž tega odseka obale, je ena najbolj suhih regij na svetu. Osrednji in južni del Čila je podvržen ekstratropskim ciklonom, večina argentinske Patagonije pa je puščava. V pampah v Argentini, Urugvaju in južni Braziliji so padavine zmerne, z dobro porazdeljenim dežjem med letom. Zmerno suhe razmere v Gran Chaco nasprotujejo intenzivnim padavinam v vzhodni regiji Paragvaja. Na polsušni obali brazilskega severovzhoda je deževje povezano z monsunskim režimom.
Pomembni dejavniki pri določanju podnebja so morski tokovi, kot sta sedanji Humboldtov tok in Falklandski tok. Ekvatorialni tok Južnega Atlantika udarja ob severovzhodno obalo in se tam deli na dva druga: Brazilski tok in obalni tok, ki teče proti severozahodu proti Antilom, kjer se pomika proti severovzhodnemu toku in tako tvori najpomembnejši in slavni oceanski tok na svetu, Zalivski tok.

### Živalstvo
Južna Amerika je ena najbolj biološko raznovrstnih celin na Zemlji. Južna Amerika je dom številnih edinstvenih vrst živali, vključno z lamo, anakondo, pirajo, jaguarjem, vikunjo in tapirjem. Amazonski deževni gozdovi imajo visoko biotsko raznovrstnost, pri čemer je ocenjeno, da Brazilija vsebuje 10 % vseh vrst na Zemlji. 83 % južnoameriških velikih sesalcev (megafavna) je izumrlo ob koncu pleistocena pred približno 11.000 leti kot del kvartarnega izumrtja, med najvišjimi na vseh celinah, pri čemer so bile žrtve med drugim sabljastozobe mačke, lenivci, gliptodonti, gomphotheres, kopitarji Hippidion in Equus neogeus ter vsi preostali južnoameriški avtohtoni parkljarji.

## Države in teritoriji
| Država ali ozemlje                                              | Površina (km²) | Prebivalstvo 2021 | Gostota prebivalstva (na km2) | Glavno mesto         |
| --------------------------------------------------------------- | -------------- | ----------------- | ----------------------------- | -------------------- |
| Argentina                                                       | 2.766.890 km²  | 45.276.780        | 14,3                          | Buenos Aires         |
| Bolivija                                                        | 1.098.580 km²  | 12.079.472        | 8,4                           | La Paz in Sucre      |
| Brazilija                                                       | 8.514.877 km²  | 214.326.223       | 22,0                          | Brasília             |
| Čile                                                            | 756.950 km²    | 19.493.184        | 22                            | Santiago             |
| Kolumbija                                                       | 1.138.910 km²  | 51.516.562        | 40                            | Bogotá               |
| Ekvador                                                         | 283.560 km²    | 17.797.737        | 53,8                          | Quito                |
| Falklandski otoki (Združeno kraljestvo)                         | 12.173 km²     | 3764              | 0,26                          | Port Stanley         |
| Francoska Gvajana (Francija)                                    | 91.000 km²     | 297.449           | 2,1                           | Cayenne (Préfecture) |
| Gvajana                                                         | 214999 km²     | 804.567           | 3,5                           | Georgetown           |
| Paragvaj                                                        | 406.750 km²    | 6.703.799         | 15,6                          | Asunción             |
| Peru                                                            | 1.285.220 km²  | 33.715.471        | 22                            | Lima                 |
| Južna Georgija in Južni Sandwichevi otoki (Združeno kraljestvo) | 3093 km²       | 20                | 0                             | King Edward Point    |
| Surinam                                                         | 163.270 km²    | 612.985           | 3                             | Paramaribo           |
| Urugvaj                                                         | 176.220 km²    | 3.426.260         | 19,4                          | Montevideo           |
| Venezuela                                                       | 916.445 km²    | 28.199.867        | 27,8                          | Caracas              |
| Skupaj (ocena preb. 2021)                                       | 17.824.513     | 434.254.119       | 21,5                          |                      |

## Zgodovina

### Prazgodovina
Ljudje naj bi Južno Ameriko najprej naselili, ko so ljudje prečkali Beringov kopenski most (danes Beringov preliv) pred vsaj 15.000 leti z ozemlja današnje Rusije. Migrirali so na jug skozi Severno Ameriko in sčasoma dosegli Južno Ameriko preko Panamske ožine.
Med najstarejšimi dokazi o prisotnosti človeka v Južni Ameriki je najdišče Monte Verde II v Čilu, ki naj bi bilo staro okoli 14.500 let. Od približno 13.000 let nazaj se je po vsej Južni Ameriki razširil slog puščic v obliki ribjega repa, njihovo izginotje pred približno 11.000 leti pa je sovpadalo z izginotjem južnoameriške megafavne. Koruza je bila v severnem delu Južne Amerike prisotna pred približno 6000 leti.
Do leta 2000 pred našim štetjem so bile po Andih in okoliških regijah naseljene številne agrarne skupnosti. Ribolov je postal razširjena praksa vzdolž obale, kar je pomagalo uveljaviti ribe kot primarni vir hrane. V tem času so se razvili tudi namakalni sistemi, ki so pripomogli k vzponu agrarne družbe.
Južnoameriške kulture so okoli leta 3500 pred našim štetjem začele udomačevati lame, vikunje, gvanake in alpake v visokogorju Andov. Poleg uporabe kot vira mesa in volne so te živali uporabljali za prevoz blaga.

### Predkolumbovske civilizacije
Vzpon gojenja rastlin in kasnejši pojav stalnih človeških naselbin sta omogočila številne in prekrivajoče se začetke civilizacij v Južni Ameriki.
Ena najzgodnejših znanih južnoameriških civilizacij je bila v Caral-Supeju na osrednji perujski obali. Čeprav gre za predkeramično kulturo, je monumentalna arhitektura Caral-Supe ustvarila eno prvih mest na svetu, na splošno datirano okoli 3500 pr. n. št., v Huaricangi na območju Fortaleze, sočasno s piramidami starega Egipta, enimi najstarejših - znana civilizacija v Ameriki in eno od šestih območij, kjer je civilizacija ločeno nastala v starodavnem svetu. Vladajoči razred Caral-Supe je po nekaterih ocenah in arheoloških najdbah vzpostavil trgovsko mrežo in razvil poljedelstvo, nato pa mu je leta 900 pred našim štetjem sledil kultura Chavin. Artefakte so našli na mestu Chavín de Huantar v sodobnem Peruju na nadmorski višini 3177 metrov. Kultura Chavín je obsegala obdobje od 900 pr. n. št. do 300 pr. n. št.
Na osrednji obali Peruja so okoli začetka 1. tisočletja našega štetja cvetele kultura Moche (100 pr. n. št. – 700 n. št., na severni obali Peruja), kultura Paracas in kultura Nazca (400 pr. n. št. – 800 n. št., Peru) s centraliziranimi državami z stalna milica, ki izboljšuje kmetijstvo z namakanjem in novimi stili keramične umetnosti. Na Altiplanu je Tiahuanaco ali Tiwanaku (100 pr. n. št. – 1200 n. št., Bolivija) upravljal veliko trgovsko mrežo, ki je temeljila na veri.
Okoli 7. stoletja sta Tiahuanaco in Wari ali Huarijev imperij (600–1200, osrednji in severni Peru) razširila svoj vpliv na celotno andsko regijo ter uveljavila urbanizem Huari in versko ikonografijo Tiahuanaco.
Ljudstvo Muisca so bili glavna avtohtona civilizacija v današnji Kolumbiji. Ustanovili so konfederacijo Muisca številnih klanov ali cacicazgov, ki so imeli med seboj mrežo proste trgovine. Bili so zlatarji in kmetje.
Druge pomembne predkolumbovske kulture vključujejo: Cañaris (v južnem osrednjem Ekvadorju), imperij Chimú (1300–1470, severna obala Peruja), Chachapoyas in kraljestva Aymaran (1000–1450, Zahodna Bolivija in južni Peru). Inkovska civilizacija je s svojo prestolnico v velikem mestu Cusco prevladovala v regiji Andov od leta 1438 do 1533. Inkovski imperij, znan kot Tawantin suyu in »dežela štirih regij« v kečuanščini, je bilo zelo izrazito in razvito. Inkovska vladavina se je razširila na skoraj sto jezikovnih ali etničnih skupnosti, približno devet do štirinajst milijonov ljudi, povezanih s 25.000 kilometrskim cestnim sistemom. Mesta so bila zgrajena z natančnim, neprekosljivim kamnom, zgrajenim na številnih ravneh gorskega terena. Terasarstvo je bilo koristna oblika kmetijstva.
Mapuči v osrednjem in južnem Čilu so se upirali evropskim in čilskim naseljencem ter več kot 300 let vodili vojno Arauco.

### Evropska kolonizacija
Leta 1494 sta takratni veliki pomorski evropski sili Portugalska in Španija v pričakovanju odkritja novih ozemelj na zahodu podpisali tordesilljsko pogodbo, s katero sta se ob podpori papeža dogovorili, da vse zemljišča zunaj Evrope bi morala biti izključni duopol med državama.
Pogodba je vzpostavila namišljeno črto vzdolž poldnevnika sever–jug 370 lig zahodno od Zelenortskih otokov, približno 46° 37' Z. V smislu pogodbe so vsa kopna zahodno od črte (znano, da obsega večino južnoameriških tal) bi pripadala Španiji, vsa ozemlja na vzhodu pa Portugalski. Ker natančne meritve zemljepisne dolžine takrat niso bile mogoče, črta ni bila strogo uveljavljena, kar je povzročilo portugalsko širitev Brazilije čez poldnevnik.
Od leta 1530 so ljudi in naravne vire Južne Amerike vedno znova izkoriščali tuji konkvistadorji, najprej iz Španije in kasneje iz Portugalske. Ti konkurenčni kolonialni državi sta zemljo in vire zahtevali za svoje in jih razdelili na kolonije.
Evropske nalezljive bolezni (črne koze, gripa, ošpice in tifus) – proti katerim domorodno prebivalstvo ni imelo imunske odpornosti – so povzročile obsežno depopulacijo domorodnega prebivalstva pod španskim nadzorom. K depopulaciji so prispevali tudi sistemi prisilnega dela, kot so haciende in mit'a rudarske industrije. Po tem so na njihovo mesto hitro pripeljali zasužnjene Afričane, ki so razvili imunost na te bolezni.
Španci so bili predani spreobrnjenju svojih domorodnih podložnikov v krščanstvo in so hitro odstranili vse domorodne kulturne prakse, ki so ovirale ta cilj; vendar so bili številni začetni poskusi pri tem le delno uspešni, saj so domorodne skupine katolištvo preprosto pomešale s svojimi ustaljenimi prepričanji in praksami. Poleg tega so Španci svoj jezik pripeljali do stopnje, ki so jo dosegli s svojo vero, čeprav je rimskokatoliška cerkev evangelizirala jezike kečuanščina, ajmarščina in gvaranščina, dejansko prispevala k nenehni uporabi teh domačih jezikov, čeprav le v ustni obliki.
Sčasoma so se domačini in Španci križali in oblikovali razred mesticev. Na začetku so bili številni mestici v andski regiji potomci ameriških indijanskih mater in španskih očetov. Po osamosvojitvi je imela večina mesticev domače očete in matere Evropejke ali mestico.
Številna domorodna umetniška dela so veljala za poganske idole in so jih španski raziskovalci uničili; to je vključevalo številne zlate in srebrne skulpture ter druge artefakte, najdene v Južni Ameriki, ki so bili pred prevozom v Španijo ali na Portugalsko pretopljeni. Španci in Portugalci so prinesli zahodnoevropski arhitekturni slog na celino in pomagali izboljšati infrastrukturo, kot so mostovi, ceste in kanalizacijski sistem mest, ki so jih odkrili ali osvojili. Prav tako so občutno okrepili gospodarske in trgovinske odnose, ne le med starim in Novim svetom, temveč med različnimi regijami in ljudstvi Južne Amerike. Nazadnje, s širitvijo portugalskega in španskega jezika so se številne kulture, ki so bile prej ločene, združile v latinskoameriško.
Gvajano so sprva kolonizirali Nizozemci, preden je prišla pod britanski nadzor, čeprav je bilo kratko obdobje med napoleonskimi vojnami, ko so jo zasedli Francozi. Regija je bila sprva razdeljena med Nizozemce, Francoze in Britance, preden je v celoti prišla pod nadzor Britanije.
Surinam so prvi raziskovali Španci v 16. stoletju, nato pa so ga sredi 17. stoletja naselili Angleži. Leta 1667 je postala nizozemska kolonija.

### Suženjstvo v Južni Ameriki
Avtohtona ljudstva Amerike v različnih evropskih kolonijah so bila prisiljena delati na plantažah in rudnikih; skupaj z zasužnjenimi Afričani, ki so bili prav tako uvedeni v naslednjih stoletjih prek trgovine s sužnji. Evropski kolonisti so bili v začetnih fazah naselitve močno odvisni od domorodne delovne sile, da bi ohranili samooskrbno ekonomijo. Uvoz afriških sužnjev se je začel sredi 16. stoletja, vendar se je zasužnjevanje domorodnih ljudstev nadaljevalo tudi v 17. in 18. stoletju. Atlantska trgovina s sužnji je pripeljala zasužnjene Afričane predvsem v južnoameriške kolonije, začenši s Portugalci od leta 1502. Glavni cilji te faze so bile karibske kolonije in Brazilija, saj so evropski narodi v Novem svetu zgradili ekonomsko odvisne kolonije. Skoraj 40 % vseh afriških sužnjev, s katerimi se je trgovalo v Ameriki, je šlo v Brazilijo. Ocenjuje se, da je v obdobju od 1501 do 1866 v Brazilijo prišlo 4,9 milijona sužnjev iz Afrike.
V nasprotju z drugimi evropskimi kolonijami v Ameriki, ki so večinoma uporabljale delo afriških sužnjev, so španski kolonisti zasužnjili predvsem staroselske Američane. Leta 1750 je portugalska krona odpravila zasužnjevanje domorodnih ljudstev v kolonialni Braziliji, v prepričanju, da so neprimerni za delo in manj učinkoviti kot zasužnjeni Afričani. Zasužnjene Afričane so pripeljali v Ameriko na suženjskih ladjah v nečloveških razmerah in grdem ravnanju, tiste, ki so preživeli, pa so prodali na suženjskih trgih. Po osamosvojitvi so vse južnoameriške države nekaj časa ohranile suženjstvo. Prva južnoameriška država, ki je odpravila suženjstvo, je bil Čile leta 1823, Urugvaj leta 1830, Bolivija leta 1831, Kolumbija in Ekvador leta 1851, Argentina leta 1853, Peru in Venezuela leta 1854, Surinam leta 1863, Paragvaj leta 1869 in leta 1888 Brazilija, zadnji južnoameriški narod in zadnja država v zahodnem svetu, ki je odpravila suženjstvo.

### Neodvisnost od Španije in Portugalske
Vojna na evropskem polotoku (1807–14), prizorišče napoleonskih vojn, je spremenila politični položaj španskih in portugalskih kolonij. Najprej je Napoleon napadel Portugalsko, vendar se je rodbina Bragança izognila ujetju tako, da je pobegnila v Brazilijo. Napoleon je ujel španskega kralja Ferdinanda VII. in namesto njega imenoval lastnega brata. To imenovanje je sprožilo ljudski odpor, ki je ustvaril hunte, ki so vladale v imenu ujetega kralja.
Številna mesta v španskih kolonijah so se menila za enako pooblaščena za imenovanje lokalnih hunt, kot so španske. S tem so se začele špansko-ameriške vojne za neodvisnost med patrioti, ki so spodbujali takšno avtonomijo, in rojalisti, ki so podpirali špansko oblast nad obema Amerikama. Hunte so tako v Španiji kot v Ameriki spodbujale ideje razsvetljenstva. Pet let po začetku vojne se je Ferdinand VII. vrnil na prestol in začel absolutistično obnovo, saj so rojalisti dobili premoč v spopadu.
Neodvisnost Južne Amerike sta zagotovila Simón Bolívar (Venezuela) in José de San Martín (Argentina), dva najpomembnejša Libertadores. Bolívar je vodil veliko vstajo na severu, nato pa svojo vojsko vodil proti jugu proti Limi, glavnemu mestu podkraljevstva Peru. Medtem je San Martín skupaj s čilskimi izseljenci vodil vojsko čez Ande in osvobodil Čile. Organiziral je floto, da bi dosegel Peru po morju in iskal vojaško podporo različnih upornikov iz podkraljevstva Peru. Leta 1822 sta se moža srečala na konferenci v Guayaquilu v Ekvadorju, kjer se nista uspela dogovoriti o strategiji upravljanja za osvobojene narode. Dve leti kasneje so Bolívarjeve sile premagale Špance v bitki pri Ayacuchu, s čimer so zagotovile neodvisnost Peruja in preostale Južne Amerike.
V portugalskem kraljestvu Brazilija je Dom Pedro I. (tudi Peter IV. Brazilski), sin portugalskega kralja Dom João VI., leta 1822 razglasil neodvisno kraljestvo Brazilija, ki je kasneje postalo Brazilsko cesarstvo. Kljub portugalski lojalnosti garnizij v Bahii, Cisplatini in Paráju je Portugalska leta 1825 diplomatsko sprejela neodvisnost pod pogojem visokega nadomestila, ki ga je Brazilija plačala ob posredovanju Združenega kraljestva.

### Časovnica
- 1822 - 1889 - Brazilsko cesarstvo
- 1879 - 1884 - Vojne zaradi mej med Perujem, Čilom in Bolivijo
- 1932 - 1935 - vojna med Paragvajem in Bolivijo zaradi spornega ozemlja
- 1946 - Juan Domingo Peron postane predsednik Argentine
- 1967 - Che Guevaro ubijejo v Boliviji
- 1973 - vojaški državni udar v Čilu, ubijejo predsednika Allendeja

## Staroselci
Ponekod staroselci še vedno živijo tradicionalni način življenja, ki temelji na samooskrbnem kmetijstvu ali kot lovci-nabiralci. V Amazonskem deževnem gozdu še vedno živijo plemena, ki niso v stiku.
- Aguaruni
- Alacalufi
- Arawaki
- Ašaninci
- Atakamci
- Awá
- Ajmari – živijo v Altiplanu v Boliviji, Čilu in Peru. Njihov jezik je ajmarščina. Tradicionalni način življenja vključuje rejo lam.
- Ljudstvo Banawá
- Cañari
- Caiapos
- Čibči
- Cocami
- Čajahuiti
- Diaguiti
- Enxet
- Gê,
- Guarani – živijo v Paragvaju, kjer je guaranščina so-uradni jezik s španščino. Najdemo jih tudi v Boliviji.
- Juris
- Kuna živijo na meji Kolumbija–Panama
- Mapuči – živijo predvsem v južnem Čilu in jugozahodni Argentini (glej Araucani).
- Matsés
- Pehuenči – veja Mapučev, ki je živela v andskih dolinah na jugu
- Kečuji – predstavljajo velik del prebivalstva Peruja in Bolivije. So raznoliki kot etnična skupina. Inki so govorili južno kečuanščino.
- ljudstvoSelk'nam
- Šipibo
- ljudstvo Šuar
- Tupi
- Urarina
- Wai-Wai
- Wayuu
- Šukuru
- Yaghan
- Yagua
- Yąnomamö
- Zapari

## Gospodarstvo
Od leta 1930 je celina doživela rast in diverzifikacijo v večini gospodarskih sektorjev. Večina kmetijskih in živinorejskih proizvodov je namenjenih domačemu trgu in lokalni porabi. Vendar pa je izvoz kmetijskih proizvodov bistvenega pomena za trgovinsko bilanco v večini držav.
Glavni kmetijski pridelki so izvozni pridelki, kot sta soja in pšenica. Proizvodnja osnovnih živil, kot so zelenjava, koruza ali fižol, je velika, vendar osredotočena na domačo porabo. Živinoreja za izvoz mesa je pomembna v Argentini, Paragvaju, Urugvaju in Kolumbiji. V tropskih regijah so najpomembnejši pridelki kava, kakav in banane, predvsem v Braziliji, Kolumbiji in Ekvadorju. Tradicionalno so države proizvajalke sladkorja za izvoz Peru, Gvajana in Surinam, v Braziliji pa sladkorni trs uporabljajo tudi za izdelavo etanola. Na obali Peruja, severovzhodno in južno od Brazilije gojijo bombaž. 51 % površine Južne Amerike pokriva gozd. Transnacionalna podjetja so se naselila v amazonskem pragozdu, da bi izkoriščala les, namenjen izvozu.
Pacifiške obalne vode so najpomembnejše za komercialni ribolov. Ulov sardonov dosega na tisoče ton, tune je v izobilju, Peru je velik izvoznik. Ulov rakov je velik, zlasti v severovzhodni Braziliji in Čilu.
Brazilija in Argentina sta del industrijskih držav G20, medtem ko je samo Brazilija del G8+5 (najmočnejše in najvplivnejše države na svetu). Na področju turizma so se leta 2005 začela pogajanja za spodbujanje turizma in povečanje letalskih povezav v regiji. Punta del Este, Florianópolis in Mar del Plata so med največjimi letovišči v Južni Ameriki.
Najbolj industrializirane države Južne Amerike so Brazilija, Argentina, Kolumbija in Čile. Samo te države predstavljajo več kot 80 % gospodarstva regije. Industrije v Južni Ameriki so se močno razvile od 1930-ih, ko je velika depresija v ZDA in drugod povečala industrijsko proizvodnjo na celini. Regija se je delno oddaljila od kmetijstva in začela dosegati visoke stopnje gospodarske rasti, ki so se ohranile do zgodnjih devetdesetih let, ko so se zaradi političnih nestabilnosti in gospodarske krize upočasnile.
Od konca gospodarske krize v Braziliji in Argentini med letoma 1998 in 2002, ki je privedla do gospodarske recesije, naraščajoče brezposelnosti in padca prihodkov, sta si industrijski in storitveni sektor opomogel. Južna Amerika je pokazala dobre znake gospodarske stabilnosti z nadzorovano inflacijo in menjalnimi tečaji, stalno rastjo, zmanjšanjem socialne neenakosti in brezposelnosti – dejavniki, ki dajejo prednost industriji.
Glavne industrije so med drugim: elektronika, tekstilna, živilska, avtomobilska, metalurška, letalska, pomorska, oblačilna, pijača, jeklarska, tobačna, lesna, kemična.
Gospodarski prepad med bogatimi in revnimi je v večini južnoameriških držav večji kot na večini drugih celin. Najbogatejših 10 % prejme več kot 40 % nacionalnega dohodka v Boliviji, Braziliji in Kolumbiji, while the poorest 20% receive 4% or less. medtem ko najrevnejših 20 % prejme 4 % ali manj. Ta velika vrzel je vidna v velikih južnoameriških mestih, kjer v bližini nebotičnikov in luksuznih stanovanj ležijo improvizirane barake in slumi; mnogi Južnoameričani živijo z manj kot 2 dolarjema na dan.